# Альтлай
Альтлай (нем. Altlay) — община в Германии в земле Рейнланд-Пфальц.
Входит в состав района Кохем-Целль. Подчиняется управлению Целль (Мозель). Население составляет 472 человека (на 31 декабря 2010 года). Занимает площадь 5,75 км².